# Anor jezik
Anor jezik (ISO 639-3: anj), jedan od 25 ramu jezika, porodice Ramu-Lower Sepik (ramu-donjosepički jezici), kojim govori 980 ljudi (2000) u Papui Novoj Gvineji, provincija Madang.
Prema ranijoj klasifikaciji pripadao je podskupini aian kojoj je pripadao i jezik aiome [aki], koja je kasnije proširena i za jezik rao [rao] i preimenovana u srednjoramujsku (middle ramu). Pripadnici etničke grupe zovu se Anor.

## Vanjske poveznice
- Ethnologue (14th)
- Ethnologue (15th)
- The Anor Language